# Capetinger

Det äldre franska kungavapnet.

Den capetingiska dynastin, Huset Capet, capetingerna, avlöste den karolingiska dynastin på den franska tronen. De styrde Frankrike 987–1328.
Huset Capet härstammar från Robert den starke (död 868) som var greve över Anjou och Blois. Hans sonsons son var Hugo Capet som blev vald till fransk kung 987.
Efter 1328 härstammade Frankrikes kungar från de capetingiska sidogrenarna Valois och Bourbon fram till 1848, med avbrott för franska revolutionen. Idag regerar capetingerna i Spanien och Luxemburg. Husets överhuvud är prins Luis Alfonso de Borbón (född 1974), sonsons son till kung Alfonso XIII av Spanien.

## Capetingiska kungar
- 987–996 Hugo Capet[3]
- 996–1031 Robert den fromme[4]
- 1031–1060 Henrik I[5]
- 1060–1108 Filip den kärleksfulle[6]
- 1108–1137 Ludvig den tjocke[7]
- 1137–1180 Ludvig den unge[8]
- 1180–1223 Filip II August[9]
- 1223–1226 Ludvig lejonet[10]
- 1226–1270 Ludvig den helige[11]
- 1270–1285 Filip den djärve[12]
- 1285–1314 Filip den sköne[13]
- 1314–1316 Ludvig den trätgirige[14]
- 1316–1316 Johan den postume[14]
- 1316–1322 Filip den långe[15]
- 1322–1328 Karl den sköne[16]

År 1328 blev äldsta linjen av capetingerna utan manliga arvtagare. Frankrike följde den saliska lagen som förbjöd kvinnlig tronföljd och adeln valde därför till ny kung Filip av Valois från en yngre gren.